# Korenica
Korenica falu Horvátországban Lika-Zengg megyében. Közigazgatásilag Plitvička Jezerához tartozik, melynek itt van a községközpontja.

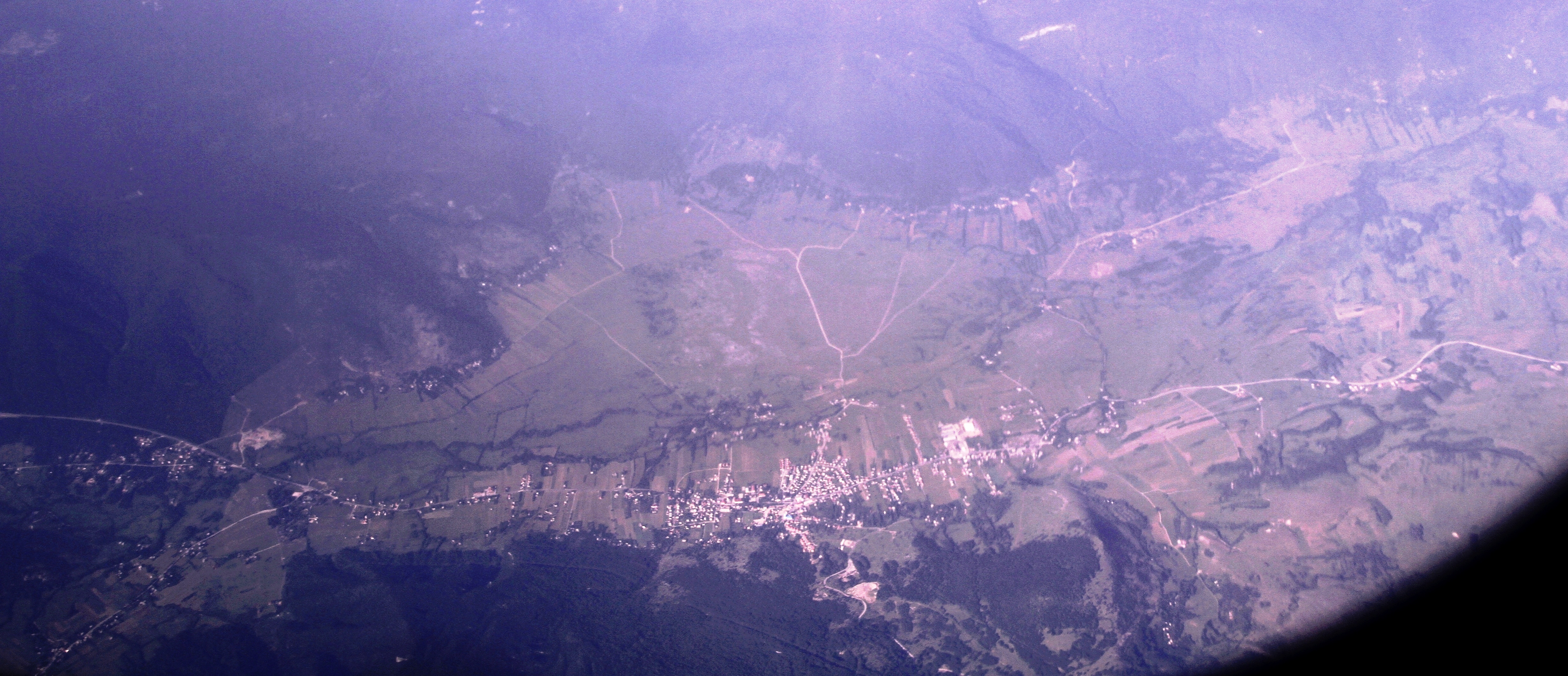
Korenica - légifelvétel

## Fekvése
Otocsántól légvonalban 40 km-re, közúton 47 km-re délkeletre, Gospićtól 1 km-re légvonalban 34 km-re, közúton 44 km-re északkeletre az 1-es számú főút mentén, a Lička Plješivica hegyei alatt a Bijela mezőn, egy hosszan elnyúló széles völgyben, az azonos nevű patak partján fekszik.

## Története
A középkorban Mrsinj várának, korbáviai püspökség egykori székhelyének uradalmához tartozott. Korenica első írásos említése abban a latin nyelvű oklevélben történt, amelyben Gergely (Grgur), Pál korbáviai gróf fia 1468. november 28-án száz aranyforintért zálogba vesz a két földet Korenica vidékén ("in districtu de Korenica") Korbávia megye területén Bićinai Vid fiaitól Páltól, Györgytől és Márktól. Korenica következő említését abban az adománylevélben találjuk, melyben Miklós, Péter, György és Miklovus korbávaiai grófok 1489 márciusában korenicai kastélyuk mellett ("na kašteli nam v Korenici") egy malmot adományoznak egy bizonyos Utišević Ferencnek. Ebből az oklevélből az is kiderül, hogy ekkoriban Korenicán kastélyuk volt a korbáviai grófoknak. 1520-ban itt zajlott a korenicai csata. A törökök Bosznia oszmán részéből 800 fős csapat élén behatoltak az észak-bosnyák területekre. Velük szemben Beriszló Péter horvát bán 300 katonával állt Bihács közelében. A csata során a lova felbukott, de fiatal szolgája felsegítette és átadta neki a sajátját. Miután a törökök megfutamodtak, ő hatvan lovas üldözésére indult. Korenica mellett a Korenica-pataknál az utolért törökök ellen vívott kézitusában vesztette életét. Ez volt a déli végeken 1513 óta zajló ún. kis háború utolsó csatája, amely horvát győzelemmel végződött.
1527-ben Korbávia török uralom alá került. Lakói nagy tömegekben menekültek a biztonságosabb vidékekre. Az elmenekült keresztény lakosság helyére a török által már korábban megszállt területekről pravoszláv vallású vlachok érkeztek. 1601-ben Stipanović Gáspár krajinai parancsnok Otocsánból azt jelenti Rabatta zenggi kapitánynak, hogy Korenica vidékének lakossága részben elmenekült, részben pedig készülődik a menekülésre. 1640 augusztusában Ivan Gostović vlach harambasa (vezér) Korenicából azt jelenti Herberstein báró zenggi kapitánynak a határőrvidék parancsnokának, hogy a keresztény területekre korenicai vlachok szökdösnek át. A korenicai vlachoknak 44 házuk van 150 fegyverforgató emberrel. Ezt Frangepán Farkas is megerősíti ugyanebben az évben III. Ferdinánd magyar királyhoz írt levelében, melyben azt jelenti hogy a korenicai vlachok a zenggi területekre akarnak áttelepülni, de jobb lenne ha Plaški vidékére mennének. Ennek ellenére a király 1640. szeptember 13-án Regensburgban kelt levelében mégis engedélyezi a korenicai vlachok Zengg környéki betelepülését. Az áttelepülés 1642 júniusában meg is történt, miközben közvetlenül előtte három vlach vezér, nevezetesen Radota Bocić, Ognjen Mudrić és Vinko Manojlović a horvát Krajinából betört Korenica vidékére ahol május 30-án meglepve a törököket egyet megöltek, hatot pedig foglyul ejtettek. Az eset ráirányította a törökök figyelmét a korenicai vlachokra és arról is tudomást szereztek, hogy újabb családok szándékoznak áttelepülni. Rövidesen mintegy száz török rontott rá a korenicai vlachokra, akik nagyrészt a környező erdőkbe menekültek. A török zsákmánya lettek viszont a vlachok javai, köztük 2500 disznó, kecske és juh, 200 szarvasmarha és 30 ló. A törökök egészen Szarajevóig kifosztották a pravoszláv kolostorokat elkergetve a szerzeteseket. Közülük 17-en érkeztek Zenggbe Herberstein oltalma alá, aki a horvát Krajinán telepítette le őket. Az áttelepülés a következő évtizedekben is folytatódott, így amikor 1689-ben a törököt kiverték Korbávia területéről Korenicának nem maradt számottevő lakossága. Eközben a horvát Krajina megtelt vlachokkal, akik megkapták az üresen maradt földeket. Ezért Jovan Drakulić és Milin Lalić vezetésével néhány krajinai vlach érkezett Juraj Križanić krajinai kapitányhoz, Rabatta gróf itteni megbízottjához, aki 1690. augusztus 17-én engedélyezte, hogy Lalić és Drakulić az általuk vezetett 30 jó és hűséges határőr családdal Korenicán letelepedhessen. Borković zenggi püspök 1700-ban már arról ír, hogy Korenicán 80 görögkeleti vallású család él, akiknek saját parókiájuk is van.
1712-ben egy katonai bizottság beutazta Likát és Korbáviát. 1712. december 1-jén kelt levelükben azt javasolták III. Károly magyar királynak, hogy a Korenica-patak völgyében várat építtessen. 1713 tavaszán a bécsi haditanács két megbízottja Attemse és Libeneg grófok érkeztek ide. Május 7-én javaslatot terjesztettek a haditanács elé azzal, hogy mivel Korenicának nincs elég területe, Brezovac területéből egy részt át kell csatolni, mert csak kevéssé megbízható görögkeletiek élnek ezen a fontos határvidéken, amely a török egyik legjelentősebb erődjével, Biháccsal szemben fekszik. A Bunić feletti Čanak környéki völgyekbe és erdőkbe mintegy 200 katolikus családot javasolt betelepíteni. Bunićon akkor már 20 katolikus család élt, akiknek 50 dukátot fizettek ki a katonai kincsárból, hogy újra felépíthessék a régi lerombolt katolikus templomot. A čanakiak 1719-ben már meg is alapították plébániájukat és 1728-ban felépítették a plébániatemplomot. A bunići templom 1745-ben épült fel és 1807-ben lett önálló plébánia székhelye. Korenica eredetileg a likai krajinai határőrezredhez tartozott. 1765-ben amikor átszervezték a határőrvidékeket az otocsáni ezredhez csatolták. Korenica az otocsáni ezred 6. századának parancsnoki székhelye volt. 1775. májusában Korenicára érkezett II. József magyar király. 1801-ben megalapították népiskoláját, melyet az egykori pékség épületéből alakítottak át. Első tanítója a belovári származású Mijo Lovreković volt. az iskolában 1802-ben 29 diák tanult. A római katolikusok 1780-ban megalapították a Szent György plébániát, melyhez a priboji Szent Péter kápolna is hozzá tartozott. A korenicai pravoszláv parókiának két temploma volt Szent Mihály és Gábriel arkangyalok, valamint a Legszentebb Istenanya Mennybevétele tiszteletére. Amikor 1872-ben a katonai közigazgatást megszüntették Korenica járási székhely lett. Itt működtek a járási hivatalok és a járásbíróság. 1857-ben a környező településekkel együtt 1947 lakosa volt. 1910-ben Korenicának 352 lakosa volt, kétharmaduk görögkeleti vallású. A trianoni békeszerződés előtt Lika-Korbava vármegye Korenicai járásához tartozott. Ezt követően előbb a Szerb-Horvát-Szlovén Királyság, majd Jugoszlávia része lett. 1920-ban megnyílt a korenicai reálgimnázium, melynek egy nagy és szép iskolaépületet emeltek.
Az utolsó korenicai katolikus plébános Ivan Juraić volt, aki 1940-ben Rakovicára települt át. 1942-ben Szluinban a partizánok kivégezték. A katolikus plébániatemplomot 1942-ben a partizánok felgyújtották, 1945-ben maradványaiból a helyi utak töltéseit építették meg. A templom helyére épült fel később az erdészet épülete. A plébánia szolgálatát 1995-ig a drežnik gradi plébánosok látták el.
1943-ban a pravoszláv templomot is felgyújtották, minden értéke és teljes levéltára megsemmisült. 1945 és 1996 között a települést a partizánvezér, később jugoszláv államfő tiszteletére Titova Korenicának hívták. 1991-ben a független Horvátország része lett, de szerb lakossága még az évben Krajinai Szerb Köztársasághoz csatlakozott. A horvát hadsereg 1995. augusztus 6-án a Vihar hadművelet keretében foglalta vissza a község területét. Ezután új időszámítás kezdődött a település történetében. A helyben megmaradt katolikusok és a boszniai horvát menekültek újraélesztették a vallási életet, mely dinamikus fejlődésnek indult. 1996-ban Josip Rafaj személyében új plébánost kaptak a korenicaiak. 1997-ben a korábbi Korenica község területét két részre, Plitvička Jezerára és Udbinára osztották. Korenica Plitvička Jezera község székhelye lett. Hatvan év után 2002-ben megkezdődött az új katolikus plébániatemplom építése, mely 2006-ban fejeződött be. Ebben az évben készült el a plébánia új épülete is, ahova az év végén Zeba plébános be is költözhetett. A községnek Korenicán tűzoltó egyesülete, kommunális társasága, könyvtára, turisztikai irodája, egészségháza van. A falunak 2011-ben 1754 lakosa volt. Lakói főként a tőle 15 km-re északra fekvő Plitvicei-tavak Nemzeti Park alkalmazásában dolgoznak, fő bevételi forrásukat a turizmus képezi. A Korenica környéki falvak lakossága a turizmuson kívül állattartással, tejtermeléssel házi szilvapálinka előállításával is foglalkozik. A turizmus fejlesztése érdekében tervben van a CRO-LANDA nevű vidámpark és egy a Plješivicára vezető drótkötélpálya kiépítése.

## Lakosság
| Lakosság változása | Lakosság változása | Lakosság változása | Lakosság változása | Lakosság változása | Lakosság változása | Lakosság változása | Lakosság változása | Lakosság változása | Lakosság változása | Lakosság változása | Lakosság változása | Lakosság változása | Lakosság változása | Lakosság változása | Lakosság változása |
| ------------------ | ------------------ | ------------------ | ------------------ | ------------------ | ------------------ | ------------------ | ------------------ | ------------------ | ------------------ | ------------------ | ------------------ | ------------------ | ------------------ | ------------------ | ------------------ |
| 1857               | 1869               | 1880               | 1890               | 1900               | 1910               | 1921               | 1931               | 1948               | 1953               | 1961               | 1971               | 1981               | 1991               | 2001               | 2011               |
| 1.947              | 4.628              | 4.067              | 324                | 298                | 352                | 333                | 441                | 304                | 339                | 496                | 829                | 1.299              | 1.716              | 1.570              | 1.754              |

(1931-ig Korenica, 1948 és 1991 között Titova Korenica néven. 1857-től 1880-ig az adatok Drakulić Rijeka, Gradina Korenička, Homoljac, Jasikovac, Kalebovac, Kompolje Koreničko, Mihaljevac, Oravac, Ponor Korenički, Šeganovac, Vranovača és Vrpile népességét is tartalmazzák. Az 1869 és 1880 közötti adatok Rudanovac, Vrelo Koreničko, valamint Plitvički Ljeskovac népességével együtt értendők. 1981-ben Gradina Korenička, Kompolje Koreničko és Vranovača nem lakott részeivel és Kalebovac területének egy részével együtt.)

## Nevezetességei
- Szent György tiszteletére szentelt római katolikus egykori plébániatemploma 1800-ban épült. A régebbi 1765-ben épített templom még Szűz Mária tiszteletére volt szentelve. A templomot 1835-ben megújították, harangtornyát 1836-ban építették, első harangját 1837-ben Zágrábból hozatták. Régi plébániaházát 1818-ban építették. A katolikus plébániatemplomot 1942-ben a partizánok felgyújtották, 1945-ben maradványaiból a helyi utak töltéseit építették meg. A mai plébániatemplom 2002 és 2006 között épült fel. 2006-ban elkészült az új plébániaház is.
- Szent Mihály és Gábriel arkangyalok tiszteletére szentelt pravoszláv templomát 1943-ban felgyújtották, minden értéke és teljes levéltára megsemmisült. A templomot már nem építették újjá. Parókiájához Vranovača, Vrpile, Ponori, Oravan, Šeganovac, Mihaljevac, Jasikovac, Gradina és Kelebovac falvak tartoznak.
- A Korenica feletti 1097 méter magas Mršinj nevű hegyen találhatók Merszinj várának romjai. A vár 1185 előtt a korbáviai püspökök székhelye volt. 1527-ben a török elfoglalta, majd megerősítette. A 17. század végén újra horvát kézre került, majd később jelentőségét veszítve romlásnak indult. Néhány fala még ma is áll.
- Korenicán található Ibrahim Sulejman Bačić pasa sírja, melyet az ősi török szimbólum két lófarok díszít. A pasa az 1831-ben Boszniában kitört zavargások során egy hívével szökött át a határon és még az év októberében itt halt meg.
- A régi iskola épülete[5] a főúttal párhuzamosan helyezkedik el. Kétszintes, megközelítőleg téglalap alakú, kőből épült és kontytetővel fedett épület. Neoklasszicista épület, amelynek térbeli elrendezése követi a 19. században és a 20. század első felében épített iskolaépületek sémáját, és ezen a területen egyike a ritka fennmaradt régi épületeknek, amely nagyban hozzájárul jelentőségéhez és értékéhez.